# Rio Napo
O rio Napo é um rio de aproximadamente 1130 km de extensão que nasce no Equador, atravessa o Peru e desagua na margem esquerda do rio Solimões ou rio Amazonas. Sua fonte está localizada nos Andes, Monte Cotopaxi, a 4 270 metros de altitude, mais exatamente a 0º40'S 78º25'W.
Seus maiores afluentes são: rio Coca, rio Tiputini, rio Yasúni, rio Aguarico, rio Curaray e rio Tambor-Yacu.